# Acetylering

Salicylzuur is met azijnzuuranhydride geacetyleerd tot acetylsalicylzuur.

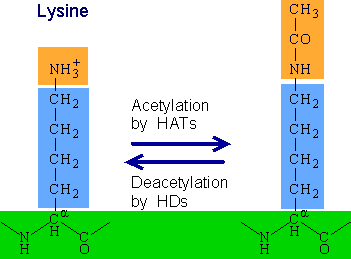
Acetylering en deacetylering van lysine. HAT=Histon-acetyltransferase, HD=Histon-deacetylase.

Bij acetylering van een stof wordt een acetylgroep aan deze stof vastgemaakt door een covalente binding via uitwisseling van waterstofatomen. De uitwisseling kan bij de functionele groepen −OH, −SH en −NH2, maar ook direct bij een −C−H-binding plaatsvinden, waarbij verbindingen zoals acetaat of keton gevormd worden. Door de acetylering van morfine ontstaat diacetylmorfine (heroïne).
De acetylering vindt plaats door de gedeeltelijk gekatalyseerde reactie van bijvoorbeeld azijnzuuranhydride of acetylchloride.

## Acetylering in de biochemie
In de biochemie wordt de acetylering van eiwitten door de acetylase-enzymen gekatalyseerd. De afsplitsing (desacetylering, deacetylering van het Engels afgeleid) van de acetylgroep, dus de omkering van de reactie, wordt gekatalyseerd door histon-deacetylasen.
De acetylering en deacetylering van een eiwit reguleert de werking van dat eiwit.
Bekende voorbeelden van eiwitten die op deze wijze gereguleerd worden zijn de histonen die bij de vorming van chromatinen zijn betrokken. Hierbij betekent de geacetyleerde of gedesacetyleerde toestand van het histon een signaal voor andere eiwitten dat in dit gebied van het chromatine genen liggen die bij de gen-expressie geactiveerd of onderdrukt moeten worden. Wanneer een histon geacetyleerd is, zijn de chromatine meer toegankelijk.

## Acetylering van hout
Sinds het begin van de 20e eeuw wordt onderzoek gedaan naar de acetylering van hout ter verbetering van de duurzaamheid tegen houtrot en schimmels. Andere voordelen zijn een verbetering in dimensie-stabiliteit, verhoging van de oppervlaktehardheid en geen afname van andere mechanische eigenschappen door de behandeling. Sinds 2007 is er een commercieel product op de markt, merknamen Accoya (voor massief hout) en Tricoya (mdf), van het beursgenoteerde bedrijf Accsys Technologies.